# Championnat d'Italie de rugby à XV 2020-2021
Navigation
Top 12 2019-2020 Top 10 2021-2022
Le championnat d'Italie de rugby à XV 2020-2021 ou Top 10 2020-2021 oppose les dix meilleures équipes italiennes de rugby à XV. Le championnat débute le 7 novembre 2020 et doit se terminer par une finale prévue le 29 mai 2021. Le Rugby Club I Medicei et l'Amatori Rugby San Donà ne participent pas à la compétition réduite à 10 clubs pour cette édition.

## Liste des équipes en compétition
| Calvisano Colorno Lazio Rome Piacenza Mogliano Padoue Reggio d'Émilie Rovigo Fiamme Oro Viadana |

| Équipe                        | Stade                                                   | Capacité | Ville           |
| ----------------------------- | ------------------------------------------------------- | -------- | --------------- |
| Kawasaki Rugby Calvisano      | Stade communal San Michele                              | 5 000    | Calvisano       |
| Rugby Colorno 1975 SRL SSD    | Stadio Gino Maini                                       | 1 000    | Colorno         |
| G.S. Fiamme Oro Rugby Roma    | Centro Sportivo della Polizia di Stato di Ponte Galeria | 1 348    | Rome            |
| POL. S.S. Lazio Rugby 1927 AD | Centre sportif Giulio-Onesti                            | 1 036    | Rome            |
| ASD Rugby Lyons               | Stadio Walter Beltrametti                               | 3 000    | Plaisance       |
| Mogliano Rugby 1969 SSD ARL   | Stade Maurizio-Quaggia                                  | 786      | Mogliano Veneto |
| Rugby Petrarca SRL S.D.       | Stadio Plebiscito                                       | 12 215   | Padoue          |
| Valorugby Emilia SSD ARL      | Stade Mirabello                                         | 4 500    | Reggio d'Émilie |
| Rugby Rovigo Delta SRL SSD    | Stade Mario-Battaglini                                  | 5 500    | Rovigo          |
| Rugby Viadana 1970 SSD ARL    | Stade Luigi-Zaffanella                                  | 6 000    | Viadana         |

## Résumé des résultats

### Classement de la phase régulière
| Rang | Club            | J  | V  | N | D  | Pm  | Pe  | Diff | Pts |
| ---- | --------------- | -- | -- | - | -- | --- | --- | ---- | --- |
| 1    | Petrarca Padoue | 18 | 16 | 1 | 1  | 571 | 243 | +328 | 78  |
| 2    | Rugby Rovigo    | 18 | 13 | 1 | 4  | 574 | 324 | +250 | 67  |
| 3    | Rugby Calvisano | 18 | 12 | 2 | 4  | 531 | 299 | +232 | 64  |
| 4    | Reggio          | 18 | 12 | 1 | 5  | 494 | 339 | +155 | 60  |
| 5    | Rugby Viadana   | 18 | 9  | 1 | 8  | 431 | 441 | -10  | 46  |
| 6    | Mogliano SSD    | 18 | 8  | 1 | 9  | 316 | 346 | -30  | 40  |
| 7    | Fiamme Oro      | 17 | 5  | 1 | 11 | 344 | 349 | -5   | 30  |
| 8    | Lyons Piacenza  | 18 | 6  | 0 | 12 | 287 | 515 | -228 | 27  |
| 9    | Colorno         | 17 | 3  | 0 | 14 | 296 | 538 | -242 | 14  |
| 10   | SS Lazio        | 18 | 1  | 0 | 17 | 298 | 748 | -450 | 11  |

|  | Qualifiés pour les phases finales (no 1, no 2, no 3, no 4). |
|  | Relégué (no 10).                                            |

Attribution des points : victoire sur tapis vert : 5, victoire : 4, match nul : 2, défaite : 0, forfait : -2 ; plus les bonus (offensif : 4 essais marqués ; défensif : défaite par 7 points d'écart ou moins).

### Phase finale
Les quatre premiers de la phase régulière sont qualifiés pour les demi-finales qui se font en matchs aller-retour. L'équipe classée première affronte celle classée quatrième alors que la seconde affronte la troisième. Les deux premières équipes ont l'avantage de recevoir lors du match retour.
|  | Demi-finales               | Demi-finales               |                         |          | Finale      | Finale      |
|  | Demi-finales               | Demi-finales               |                         |          | Finale      | Finale      |
|  |                            |                            |                         |          |             |             |
|  | 15 mai 2021 et 22 mai 2021 | 15 mai 2021 et 22 mai 2021 |                         |          | 2 juin 2021 | 2 juin 2021 |
|  | 15 mai 2021 et 22 mai 2021 | 15 mai 2021 et 22 mai 2021 |                         |          | 2 juin 2021 | 2 juin 2021 |
|  | Rugby Petrarca SRL S.D.    | 27 \| 23                   |                         |          | 2 juin 2021 | 2 juin 2021 |
|  | Rugby Petrarca SRL S.D.    | 27 \| 23                   |                         |          | 2 juin 2021 | 2 juin 2021 |
|  | Valorugby Emilia SSD ARL   | 16 \| 24                   |                         |          | 2 juin 2021 | 2 juin 2021 |
|  | Valorugby Emilia SSD ARL   | 16 \| 24                   | Rugby Petrarca SRL S.D. | 20       |             |             |
|  | 16 mai 2021 et 23 mai 2021 |                            | Rugby Petrarca SRL S.D. | 20       |             |             |
|  |                            | Rugby Rovigo Delta SRL SSD | 23                      |          |             |             |
|  | Rugby Rovigo Delta SRL SSD | Rugby Rovigo Delta SRL SSD | 23                      | 22 \| 17 |             |             |
|  | Rugby Rovigo Delta SRL SSD |                            |                         | 22 \| 17 |             |             |
|  | Kawasaki Rugby Calvisano   | 31 \| 6                    |                         |          |             |             |
|  | Kawasaki Rugby Calvisano   | 31 \| 6                    |                         |          |             |             |

## Tableau synthétique des résultats
L'équipe qui reçoit est indiquée dans la colonne de gauche.
| Clubs           | CAL   | COL   | EML   | FIA   | LAZ   | LYO   | MOG   | PET   | ROV   | VIA   |
| --------------- | ----- | ----- | ----- | ----- | ----- | ----- | ----- | ----- | ----- | ----- |
| Calvisano       |       | 47-7  | 22-10 | 22-3  | 71-7  | 54-17 | 17-10 | 29-29 | 13-17 | 35-18 |
| Colorno         | 14-26 |       | 6-37  | N.D.  | 26-17 | 42-21 | 21-31 | 6-36  | 16-42 | 0-20  |
| Reggio Emilia   | 17-20 | 25-16 |       | 19-15 | 69-14 | 27-10 | 23-17 | 18-23 | 23-20 | 43-47 |
| Fiamme Oro Roma | 12-12 | 14-29 | 16-27 |       | 61-16 | 43-10 | 13-17 | 21-29 | 20-27 | 32-14 |
| Lazio           | 26-56 | 29-14 | 22-45 | 19-26 |       | 0-28  | 11-31 | 5-40  | 11-45 | 25-49 |
| Lyons           | 16-24 | 29-24 | 17-29 | 10-8  | 29-21 |       | 9-18  | 11-33 | 21-16 | 25-24 |
| Mogliano        | 6-3   | 24-8  | 19-24 | 23-16 | 17-23 | 21-8  |       | 12-36 | 16-37 | 18-26 |
| Petrarca Padova | 17-21 | 59-17 | 19-13 | 30-13 | 56-7  | 36-3  | 27-8  |       | 27-25 | 24-5  |
| Rovigo          | 42-35 | 54-24 | 16-16 | 27-17 | 40-17 | 73-6  | 26-12 | 12-18 |       | 37-17 |
| Viadana         | 31-24 | 27-26 | 20-31 | 24-7  | 39-31 | 22-17 | 16-16 | 17-32 | 15-18 |       |

|  | Victoire à domicile |  | Match nul |  | Défaite à domicile |

## Résultats détaillés des phases finales

### Demi-finales
| Samedi 15 mai 2021 18h10 | Valorugby Emilia | 16-27 (6-20) | Petrarca Padova | Stade Mirabello, Reggio d'Émilie 300 spectateurs Arbitre : Andrea Piardi |
| Samedi 15 mai 2021 18h10 | Essai(s) : 1 Ruffolo (63e) Transformation(s) : 1 Farolini (63e) Pénalité(s) : 3 Farolini (12e, 25e, 71e) Carton(s) jaune(s) : 1 Chistolini (77e) |              | Essai(s) : 3 Catelan (22e), Tebaldi (35e), Trotta (81e) Transformation(s) : 3 Lyle (22e, 35e, 81e) Pénalité(s) : 2 Lyle (4e, 9e) Carton(s) jaune(s) : 1 Borean (15e) | Stade Mirabello, Reggio d'Émilie 300 spectateurs Arbitre : Andrea Piardi |
| Samedi 15 mai 2021 18h10 | |              | | Stade Mirabello, Reggio d'Émilie 300 spectateurs Arbitre : Andrea Piardi |

| Samedi 22 mai 2021 | Petrarca Padova | 23-24 (3-0) | Valorugby Emilia                                                                                  | Stadio Plebiscito, Padoue 250 spectateurs Arbitre : Gianluca Gnecchi |
| Samedi 22 mai 2021 | Essai(s) : 2 Trotta (48e), Capraro (69e) Transformation(s) : 2 Lyle (48e, 69e) Pénalité(s) : 3 Lyle (10e, 61e, 63e) |             | Essai(s) : 4 Fusco (54e, 73e), Vaega (58e), Ruffolo (77e) Transformation(s) : 2 Newton (73e, 77e) | Stadio Plebiscito, Padoue 250 spectateurs Arbitre : Gianluca Gnecchi |
| Samedi 22 mai 2021 | |             |                                                                                                   | Stadio Plebiscito, Padoue 250 spectateurs Arbitre : Gianluca Gnecchi |

| Dimanche 16 mai 2021 | Rugby Calvisano | 31-22 (12-19) | Rugby Rovigo | Stade communal San Michele, Calvisano 0 spectateurs Arbitre : Marius Mitrea |
| Dimanche 16 mai 2021 | Essai(s) : 1 Vunisa (48e) Transformation(s) : 1 Hugo (en) (49e) Pénalité(s) : 8 Hugo (14e, 19e, 31e, 38e, 60e, 64e, 68e, 71e) |               | Essai(s) : 1 essai de pénalité (40e) Pénalité(s) : 5 Menniti-Ippolito (4e, 16e, ?, 35e, 73e) Carton(s) jaune(s) : 1 Lugato (74e) | Stade communal San Michele, Calvisano 0 spectateurs Arbitre : Marius Mitrea |
| Dimanche 16 mai 2021 | |               | | Stade communal San Michele, Calvisano 0 spectateurs Arbitre : Marius Mitrea |

| Dimanche 23 mai 2021 15h40 | Rugby Rovigo | 17-6 (10-0) | Rugby Calvisano                      | Stade Mario-Battaglini, Rovigo 600 spectateurs Arbitre : Matteo Liperini |
| Dimanche 23 mai 2021 15h40 | Essai(s) : 2 Vian (26e), Greeff (en) (81e) Transformation(s) : 2 Cozzi (26e, 81e) Pénalité(s) : 1 Cozzi (23e) Carton(s) jaune(s) : 1 Trussardi (65e) |             | Pénalité(s) : 2 Hugo (en) (53e, 68e) | Stade Mario-Battaglini, Rovigo 600 spectateurs Arbitre : Matteo Liperini |
| Dimanche 23 mai 2021 15h40 | |             |                                      | Stade Mario-Battaglini, Rovigo 600 spectateurs Arbitre : Matteo Liperini |

### Finale
| 2 juin 2021 18h40 | Petrarca Padova | 20-23 (10-16) | Rugby Rovigo | Stadio Plebiscito, Padoue 2 000 spectateurs Arbitre : Marius Mitrea |
| 2 juin 2021 18h40 | Essai(s) : 2 Cugini (7e), Faiva (55e) Transformation(s) : 2 Lyle (7e, 55e) Pénalité(s) : 2 Lyle (25e, 66e) Carton(s) jaune(s) : 1 Tebaldi (30e) |               | Essai(s) : 2 Ruggeri (31e), Greeff (en) (80e) Transformation(s) : 2 Menniti-Ippolito (31e, 80e) Pénalité(s) : 3 Menniti Ippolito (23e, 27e, 40e) | Stadio Plebiscito, Padoue 2 000 spectateurs Arbitre : Marius Mitrea |
| 2 juin 2021 18h40 | |               | | Stadio Plebiscito, Padoue 2 000 spectateurs Arbitre : Marius Mitrea |

| Titulaires · Cameron Lyle 15 · Tommaso Coppo 14 · Giulio Colitti 13 · Marco Broggin 12 · Andrea Bettin 11 · Luca Zini 10 · Tito Tebaldi 9 · Andrea Trotta 8 · Lorenzo Cannone 7 · Mattia Catelan 6 · Diego Galetto 5 · Giacomo Bonfiglio 4 · Federico Pavesi 3 · Tommaso Cugini 2 · Damiano Borean 1 · Remplaçants · Giacomo Braggiè 16 · Vittorio Carnio 17 · Michele Mancini Parri 18 · Luca Beccaris 19 · Enrico Ghigo 20 · Edoardo Navarra 21 · James Faiva 22 · Nathaniel Panozzo 23 · |  | Titulaires · 15 Andrea Menniti-Ippolito · 14 Massimo Cioffi (en) · 13 Nicolás Coronel (en) · 12 Paolo Uncini · 11 Andrea Bacchetti · 10 Diego Antl (it) · 9 Charly Trussardi · 8 Davide Ruggeri · 7 Edoardo Lubian · 6 Gianmarco Vian · 5 Matteo Ferro (en) · 4 Matteo Canali · 3 Entienne Swanepoel (en) · 2 Giacomo Nicotera · 1 Emanuele Leccioli · Remplaçants · 16 Filippo Cadorini · 17 Nicola Pomaro · 18 Antonio Brandolini · 19 Stefano Sironi (it) · 20 Carel Greeff (en) · 21 Luca Borin · 22 Francesco Cozzi · 23 Andrea Visentin · |